# Charley Boorman
Charley Boorman (născut la 23 august 1966) este un actor, scriitor, aventurier și prezentator TV din Anglia. Este cunoscut pentru pasiunea sa pentru motociclete, după cum a demonstrat în căteva dintre documentarele la care a participat, două împreună cu prietenul Ewan McGregor.

## Educație
Boorman a fost educat la trei scoli independente, două în Republica Irlanda : Școala Sf. Gerard în Bray, comitatul Wicklow; la Sf. Kilian Deutsche Schule ("Școala germană St Kilian"), în Dublin și Sibford School din Quaker lângă Banbury, în Oxfordshire, din 1980 pana in 1983.

## Viața personală
Născut în Anglia, Boorman a petrecut o mare parte din anii de formare, în comitatul Wicklow, Irlanda. Boorman este fiul designerul german  de îmbrăcăminte Christel Kruse și al regizorului John Boorman. Este casatorit cu Olivia, cu care are două fiice, Doone și Kinvara. Își are reședința în Barnes, în sud-vestul Londrei.

## Cariera de actor
Datorită tatălui său a ajuns la o vârstă fragedă în industria filmului ca un copil actor, apărând în trei filme regizate de tatăl său. A apărut pentru prima dată în Deliverance (1972). A revenit în cinema ca tânărul Mordred din Excalibur (1981), în care a jucat alături de sora lui mai mare Katrine Boorman, care a jucat rolul Ygraine, bunica lui Mordred. A apărut apoi în Emerald Forest(1985), regizat de tatăl său. În Hope and Glory (1987), de asemenea, regizat de tatăl său, el apare într-un rol fără replici ca tânăr pilot german Luftwaffe doborât, care reușește să se parașuteze într-un mic sat. Katrine sora lui, de asemenea, apare în acest film. Filme mai recente includ Sărutul șarpelui (1997), unde l-a întalnit Ewan McGregor, și Bunker (2001).

## Spectacole de teatru

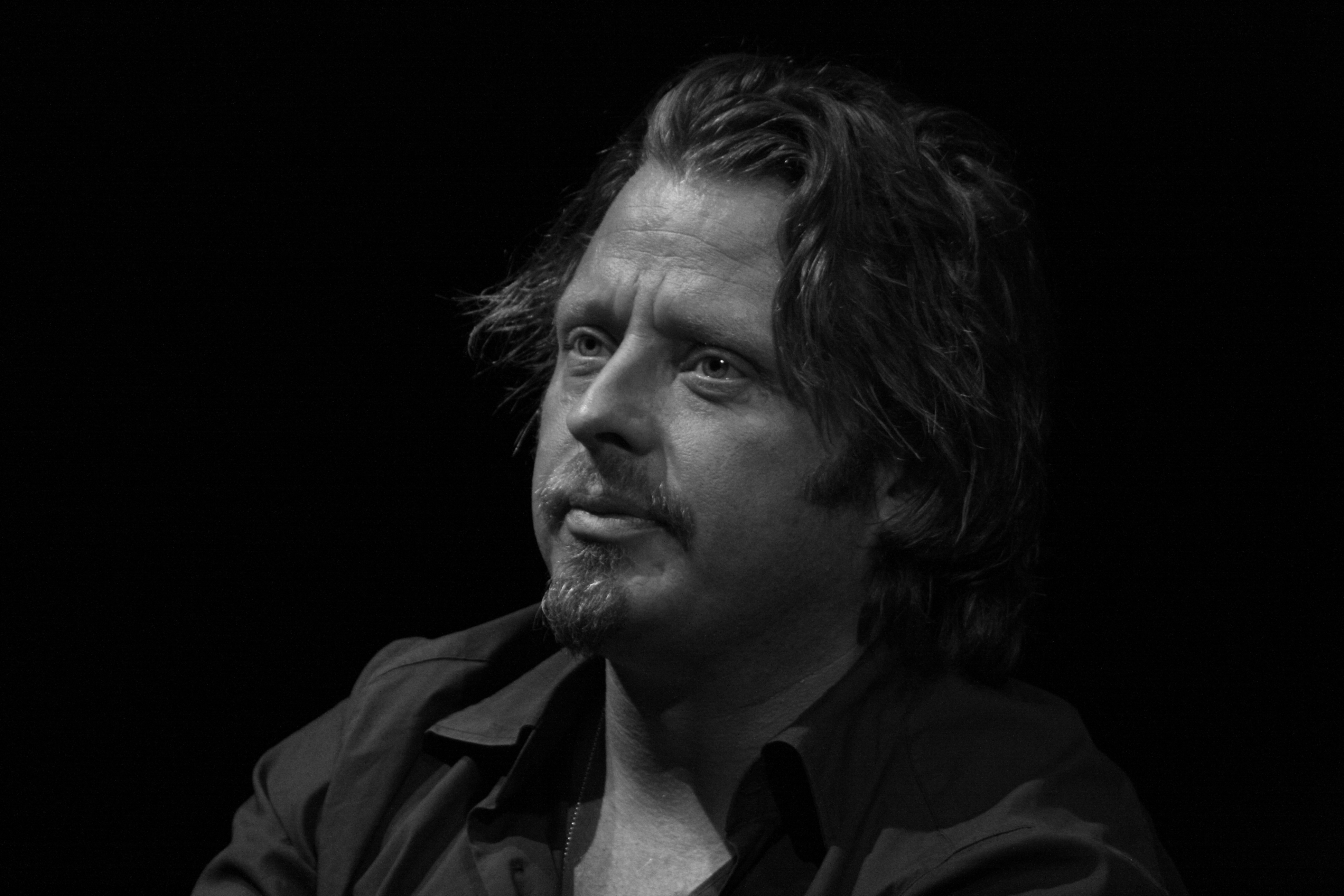
Charley Boorman

În 2007, Charley a apărut pe scenă în Newcastle upon Tyne la Tyne Theatre. Producția a beneficiat și de  un turneu de succes in jurul Marii Britanii și Irlandei în 2010. Tot în acest timp Charley dezvăluit că a avut cancer testicular. Din această cauză i-a fost îndepărtat un testicul și de atunci a devenit un puternic susținator al „Movember” - o organizație care se concentrează pe această boală. Boorman, atunci în vârstă de 43 de ani, a spus public în toată țara despre calvarul său, și a încurajat mai mulți bărbați să fie conștienți de astfel de probleme și să verifice din timp.
În 2011, spectacolul a fost reluat cu același succes.

## Munca de caritate
Pe lângă activitatea din cadrul Movember, Charley Boorman s-a implicat de-a lungul timpului în diverse acțiuni de caritate fiind un susținător activ al diverselor programe UNICEF încă din 2004. Sprijinul său a constat și în mediatizarea acestor proiecte prin vizite integrate în emisiunile de televiziune la care a participat, în special, Long Way Round, Long Way Down și By Any Means. În 2009 devine președinte al „Dyslexia Action”, organizație ce ce militează pentru îndepărtarea barierelor pentru persoanele cu dislexie și alte probleme de învățare, el însuși fiind dislexic.
S-a implicat și în strângerea de fonduri pentru organizația de ajutor pentru veterani Help For Heroes(Ajutor pentru eroi), după ce a vizitat trupele din Afganistan în 2009.

## Cariera în televiziune

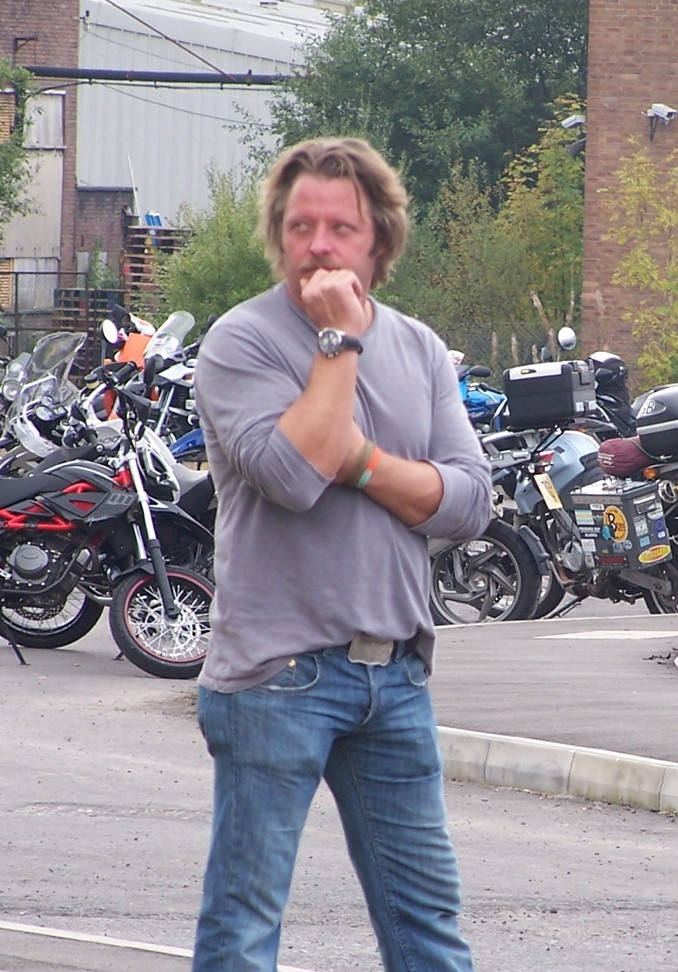
Boorman in 2008

### Long Way Round
Boorman au luat parte la ''Long Way Round'' (Lungul drum în jurul lumii), o călătorie internațională de motociclete de la Londra la New York prin Europa si Asia, împreună cu Ewan McGregor în 2004. Aceasta a devenit un serial de televiziune, o carte si DVD. Serialul a fost difuzat în multe țări (inclusiv în România), iar DVD-ul și cartea au devenit best-seller.

### Cursa pentru Dakar
Împreună cu producatorul Russ Malkin (de la Long Way Round), și o echipă de motociclete, Boorman a concurat în Raliul Dakar 2006 , în ianuarie 2006. Evenimentul a fost filmat și seria Cursa pentru Dakar a început pe Sky2 în Regatul Unit în octombrie 2006. În timpul raliului Boorman însuși a fost rănit și a fost forțat sa se retragă din cursă după cinci zile.

### Long Way Down
În 2007, el a început o altă călătorie, cu McGregor: Long Way Down (Lungul drum spre sud), într-o călătorie de la John o' Groats din Scoția, la Cape Town , în Africa de Sud. Această aventură a fost transmisă de BBC2 începând cu octombrie 2007.

### Prin orice mijloace
În 2008, Boorman a început filmările la Prin orice mijloace (By Any Means), un serial de călătorii care începe în orașul său natal, în comitatul Wicklow ,Irlanda și se încheie în Sydney, Australia. Este o călătorie „prin orice mijloace” , în special, transport în comun, avionul fiind folosit numai în cazuri excepționale. 

### Right to the Edge: Sydney to Tokyo By Any Means
Right to the Edge: Sydney to Tokyo By Any Means (Pe muchie: De la Sydney la Tokio prin orice mijloace) este un documentar transmis de BBC2 despre călătoria lui Boorman din 2009 de la Sydney la Tokio („prin orice mijloace”) traversând pacificul din insulă în insulă.

### Charley Boorman's Extreme Frontiers: Canada
Charley Boorman's Extreme Frontiers: Canada (Granițele extreme ale lui Charley Boorman: Canada) este un serial de aventuri prezentat de Boorman și transmis de Channel 5. Este o altă colaborare cu producătorul Russ Malkin. A fost lansată și o carte și un DVD „Extreme Frontiers: Racing Across Canada from Newfoundland to the Rockies”.

### Călătorii viitoare
Boorman a declarat cu diferite ocazii că el și McGregor intenționează să facă o treia tranșă din „Long Way”: Long Way Up ,  care să înceapă în America de Sud și să se termine în Alaska. O data exactă pentru acest proiect nu a fost anunțată.

## Filmografie
- Deliverance (1972)
- Excalibur (1981)
- The Emerald Forest (1985)
- Hope and Glory (1987)
- Two Nudes Bathing (1995)
- The Serpent's Kiss (1997)
- The Bunker (2001)
- I, Cesar (2003)
- In My Country (2004)
- Famous and Fearless (2011)
- World's Most Dangerous Roads (2011)

### Premii
- Galaxy British Book Award pentru Long Way Down - 2007, împreună cu Ewan McGregor.
- Best goatie in showbusiness - 2008, votat de cititorii Now! magazine.